# Kaufbeuren
Kaufbeuren (in bavarese Kaufbeiren) è una città extracircondariale (Kreisfreie Stadt) tedesca, nel distretto governativo bavarese di Svevia. La città è circondata dal circondario dell'Algovia Orientale.

## Geografia fisica
Kaufbeuren si trova sulle rive del fiume Wertach (fiume).

## Circoscrizioni
- Kaufbeuren (Città vecchia)
- Hirschzell
- Kemnat
- Neugablonz
- Oberbeuren

## Storia
Kaufbeuren fu fondata dai Franchi come forte militare presso il confine con l'allora Ducato di Baviera. I signori di Beuren, seguaci dei Guelfi, risiedevano in città intorno all'XI secolo. Nei pubblici registri Kaufbeuren figura per la prima volta nel 1126. Alla fine del XII secolo la città passò agli Staufer. Dal 1286 al 1803 fu Freie Reichsstadt, città libera dell'Impero. I Bavaresi, che già l'avevano invano assediata nel 1377 sotto il duca Friedrich von Teck, ottennero la città solo nel 1802.
Nel 1939 fu costruita una fabbrica della Dynamit AG, la società fondata da Alfred Nobel, per rifornire di armamenti le forze armate naziste. Nella fabbrica lavoravano anche prigionieri del campo di concentramento Riederloh, facente capo al lager di Dachau. Dopo la Seconda guerra mondiale i numerosi tedeschi scacciati dall'Europa orientale, in particolare dalla città di Jablonec nad Nisou, in tedesco Gablonz, costruirono la frazione di Neugablonz.

## Tänzelfest

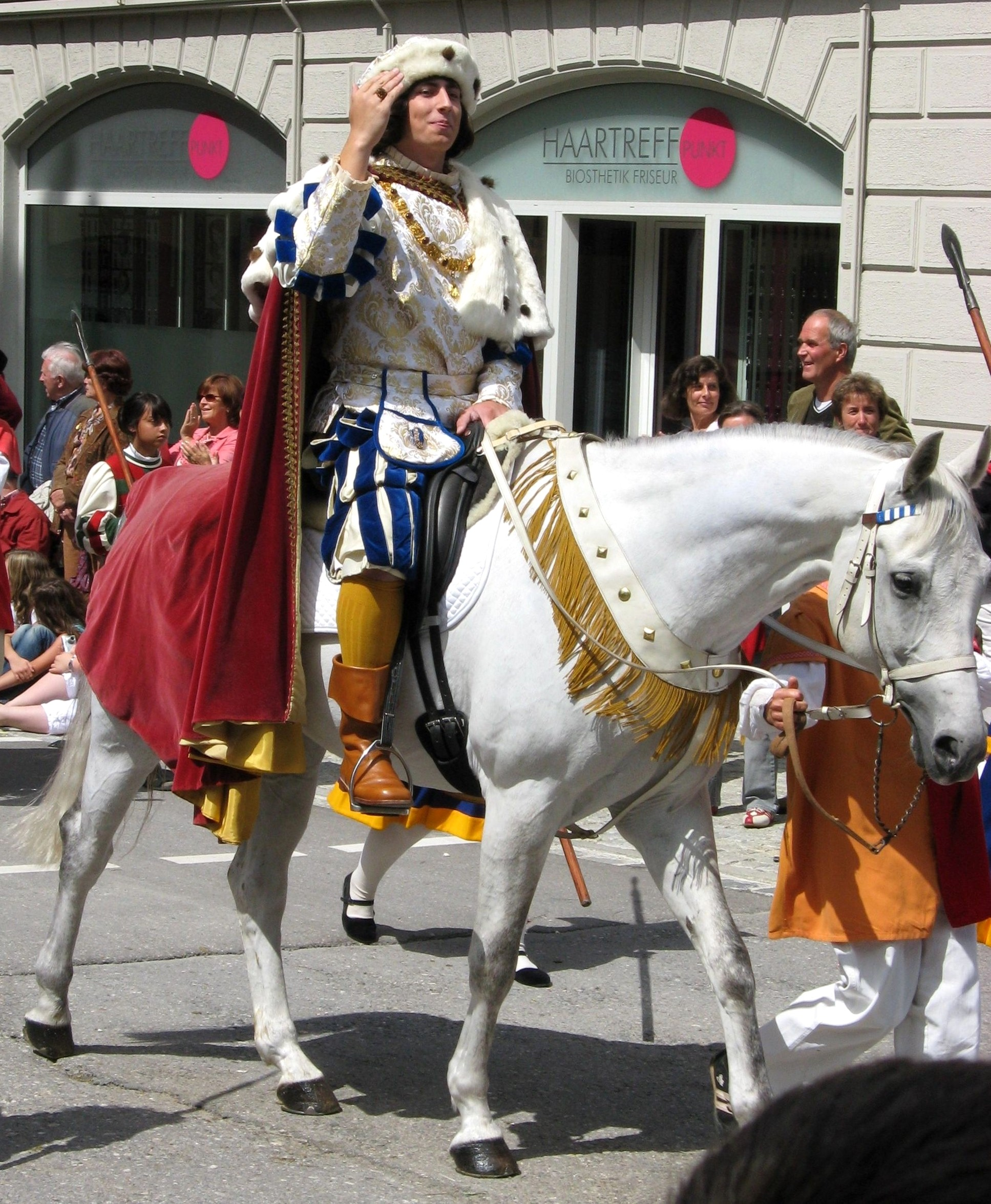
Massimiliano I d'Asburgo durante la sfilata.

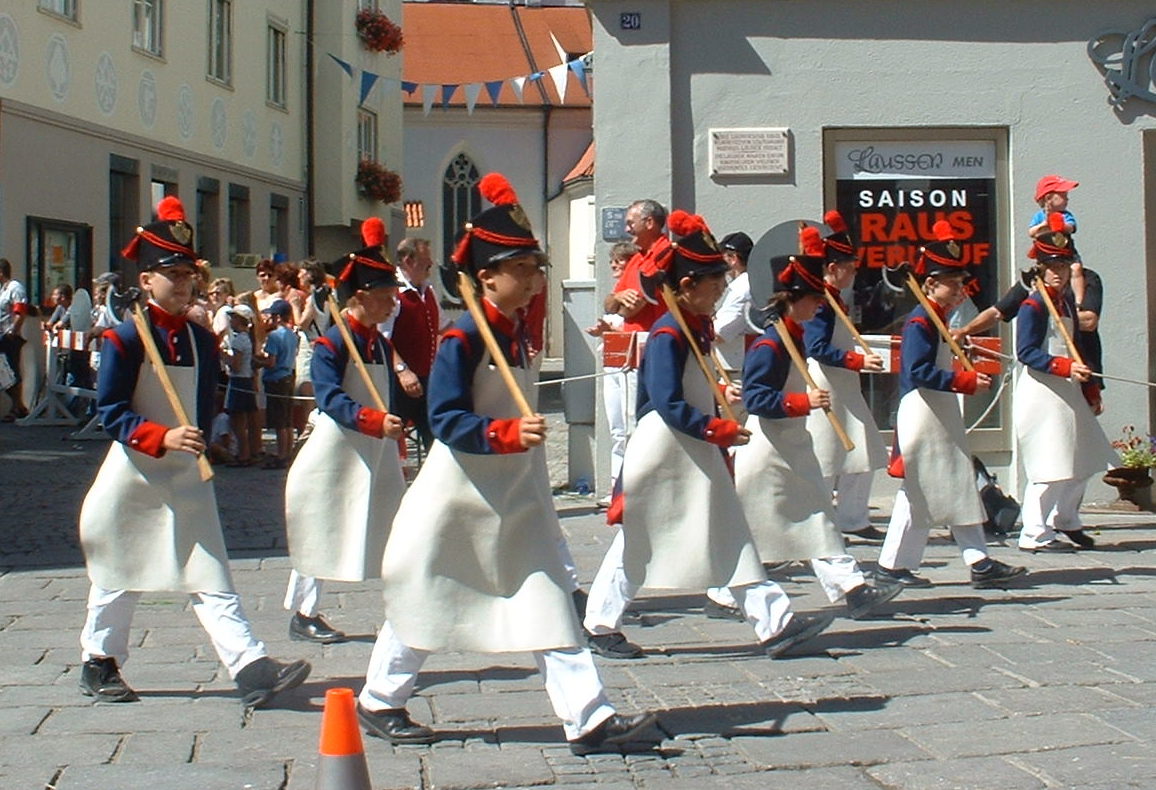
Uno dei gruppi di bambini in costume

Ogni anno in estate, alla fine di Luglio, Kaufbeuren festeggia la più antica festa storica della Baviera: il Tänzelfest.
L'intero evento ha una durata complessiva di circa 12 giorni ed è quasi esclusivamente dedicato ai bambini ed ha come ambientazione il Medioevo.
L'origine della festività è incerta e viene fatta risalire alla fine del 1400, quando l'imperatore Massimiliano I d'Asburgo venne in visita alla cittadina acclamato dalla folla degli abitanti di Kaufbeuren.
L'entrata in paese dell'imperatore è tutt'oggi acclamata: infatti, durante il periodo del Tänzelfest, vengono svolte due sfilate che rappresentano la carovana dell'Imperatore, con attori in carne ed ossa ad impersonare Massimiliano I ed il suo corteo. Al corteo imperiale si aggiungono circa 1500 bambini con i costumi storici accompagnati da più di 30 carri e quasi 150 cavalli. I bambini sono divisi in gruppi, ognuno a rappresentare le frazioni di Kaufbeuren oppure gli antichi mestieri. Infine tra questi bambini c'è il gruppo degli Svedesi, piccoli vestiti da soldati con la bandiera svedese, che "maltrattano", "saccheggiano" e "spaventano" i poveri e indifesi abitanti della città.
Durante la festa il centro storico della città viene quasi totalmente chiuso al traffico e viene allestito il Lagerleben (letteralmente vita da accampamento) che consiste in un accampamento di tende e un mercato tutto rigorosamente in stile medievale.
In questo periodo Kaufbeuren viene letteralmente invasa dai visitatori: questo ha fatto sì che l'amministrazione decidesse che chi vuole entrare nel centro durante la festa debba comprare e indossare una coccarda di ingresso (Tänzelfestzeichen), che consiste in un piccolo ciondolo di legno intarsiato su cui viene stampato il simbolo della festa e l'anno in cui è valido per l'ingresso. Le porte del centro sono monitorate da guardie, anch'esse in costume medievale.
La sera durante il Lagerleben in centro è possibile incontrare giocolieri, acrobati, cavalieri, maghi, streghe, appestati e molte altre figure tipicamente medievali.
In molte tende è possibile comprare cibi e bevande e si può assistere a manifestazioni teatrali quasi improvvisate dai personaggi in costume per le vie del centro.

## Amministrazione

### Gemellaggi
- Ferrara, dal 1991
- Szombathely, dal 1992

## Galleria d'immagini

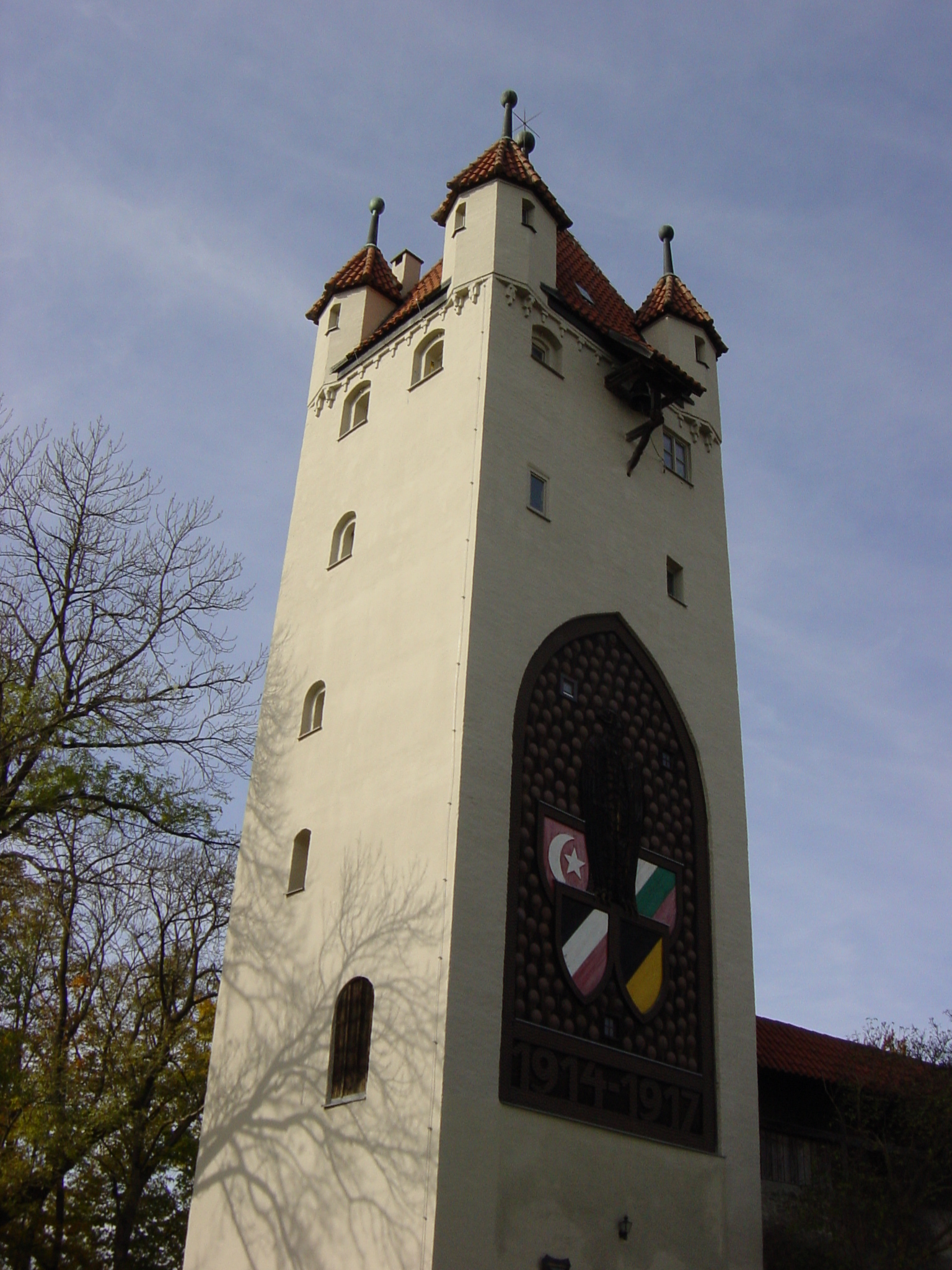
Fünfknopfturm (La torre a cinque punte)
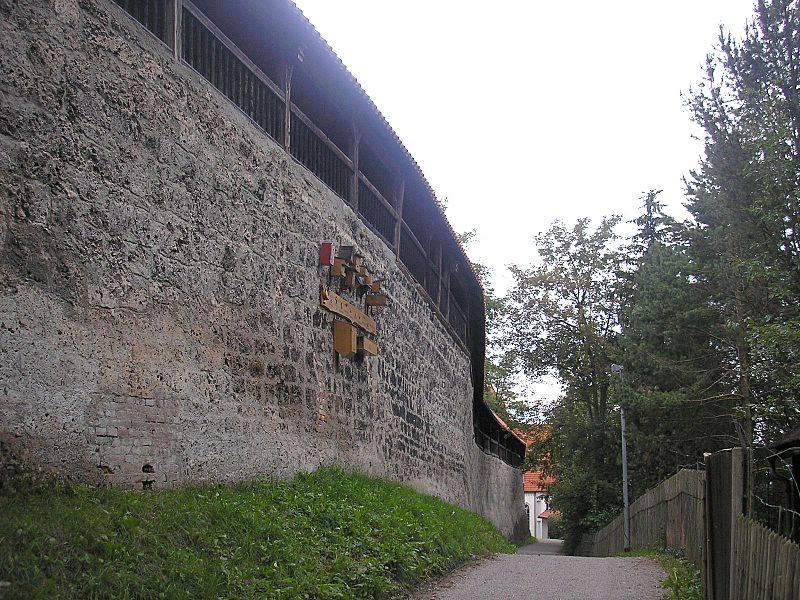
Le mura medievali
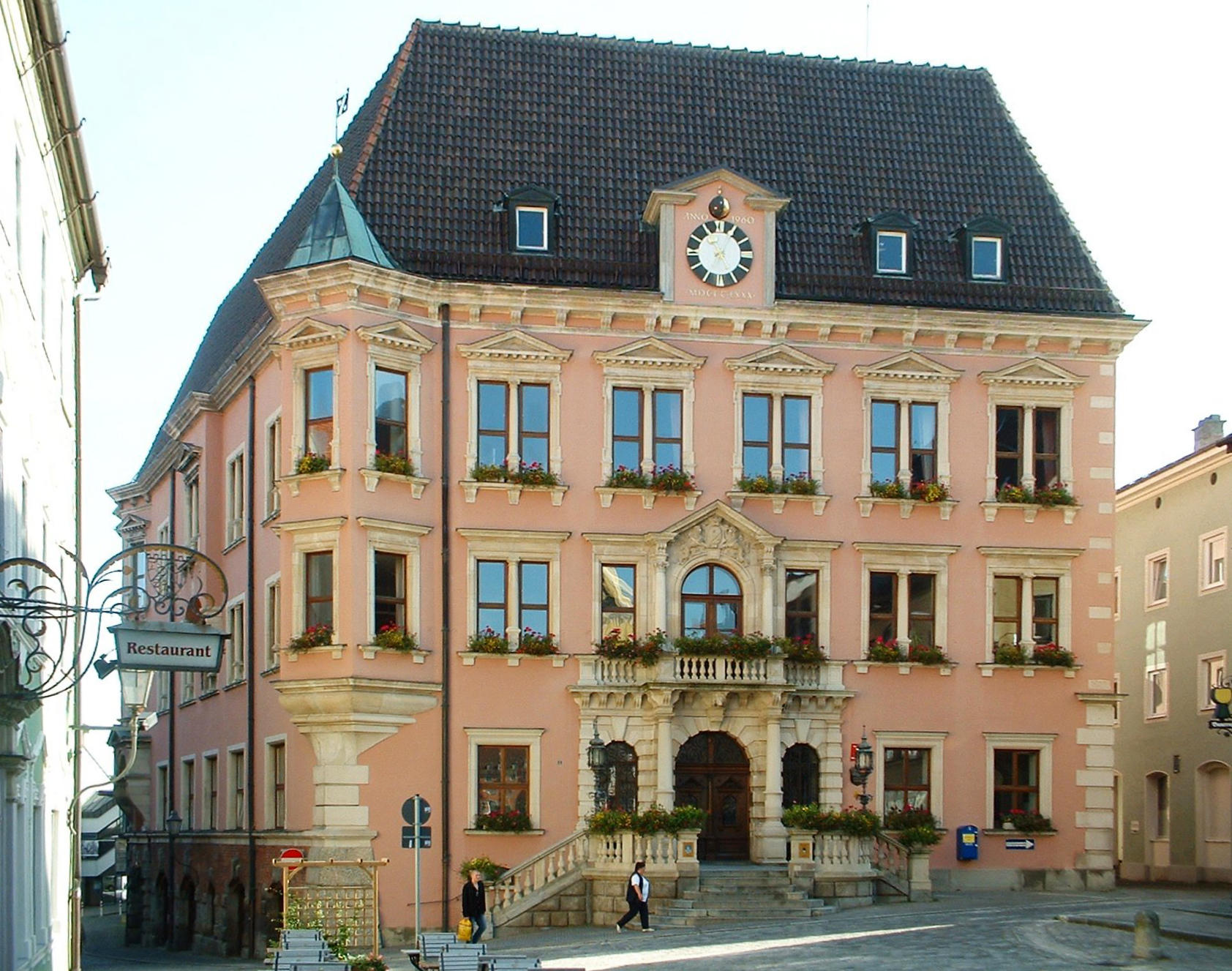
Il municipio
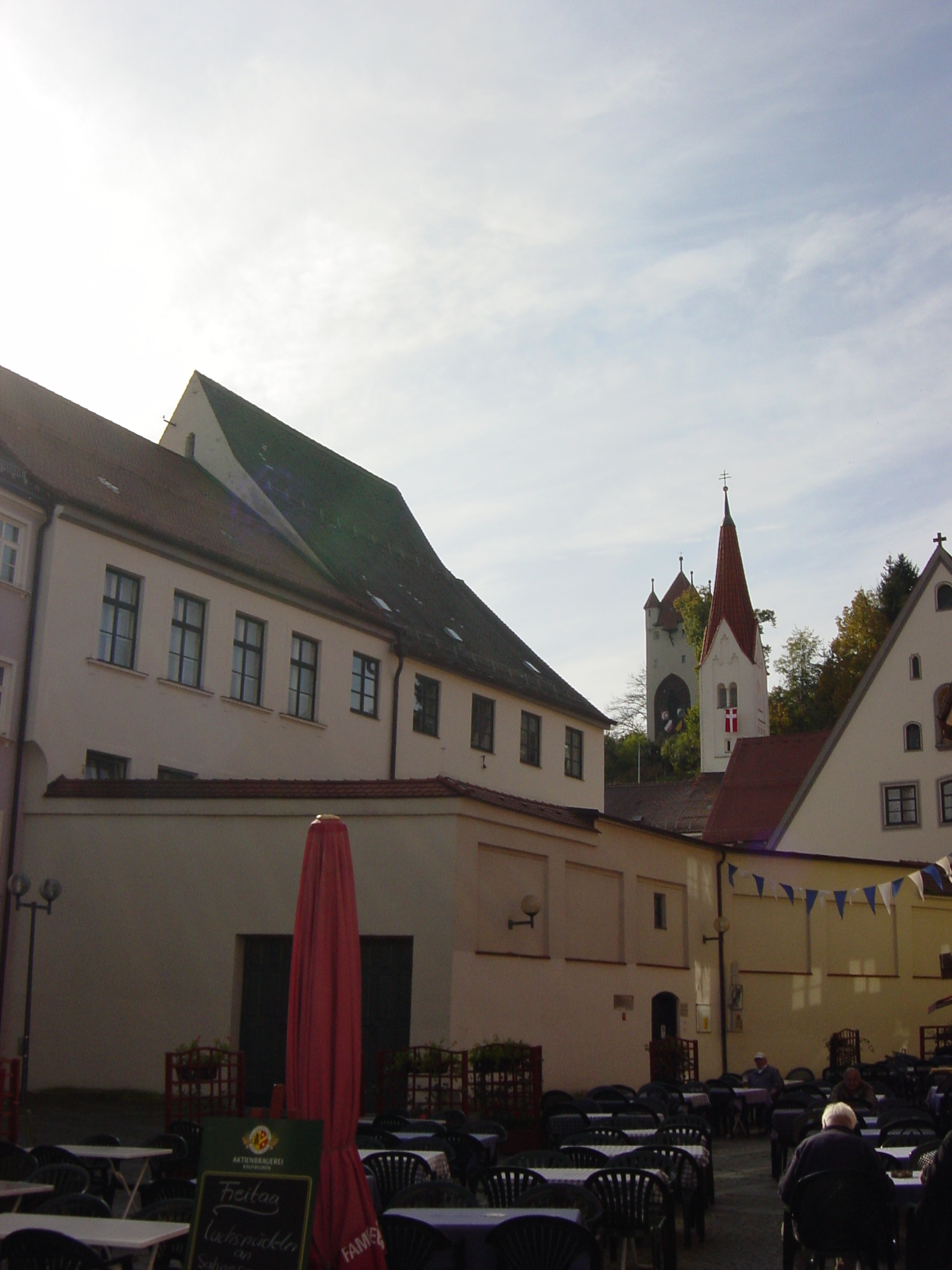
Il convento di Maria Crescentia Höss